# Vojtěch Novák
Vojtěch Novák (20 gennaio 2002) è un calciatore ceco, centrocampista del Bohemians 1905.

## Carriera

### Club
Cresciuto nel settore giovanile del Bohemians 1905, debutta in prima squadra il 1º dicembre 2019 in occasione del match di 1. liga perso 1-0 contro il Viktoria Plzeň.

### Nazionale
Ha giocato nella nazionale ceca Under-20.

## Statistiche

### Presenze e reti nei club
Statistiche aggiornate al 5 ottobre 2021.
| Stagione        | Squadra         | Campionato      | Campionato | Campionato | Coppe nazionali | Coppe nazionali | Coppe nazionali | Coppe continentali | Coppe continentali | Coppe continentali | Altre coppe | Altre coppe | Altre coppe | Totale | Totale |
| Stagione        | Squadra         | Comp            | Pres       | Reti       | Comp            | Pres            | Reti            | Comp               | Pres               | Reti               | Comp        | Pres        | Reti        | Pres   | Reti   |
| --------------- | --------------- | --------------- | ---------- | ---------- | --------------- | --------------- | --------------- | ------------------ | ------------------ | ------------------ | ----------- | ----------- | ----------- | ------ | ------ |
| 2019-2020       | Bohemians 1905  | 1L              | 1          | 0          | CRC             | 0               | 0               |                    | -                  | -                  |             | -           | -           | 1      | 0      |
| 2020-2021       | Bohemians 1905  | 1L              | 22         | 3          | CRC             | 2               | 1               |                    | -                  | -                  |             | -           | -           | 24     | 4      |
| 2021-2022       | Bohemians 1905  | 1L              | 4          | 0          | CRC             | 0               | 0               |                    | -                  | -                  |             | -           | -           | 4      | 0      |
| Totale carriera | Totale carriera | Totale carriera | 27         | 3          |                 | 2               | 1               |                    | -                  | -                  |             | -           | -           | 29     | 4      |